# العملات الإيليرية

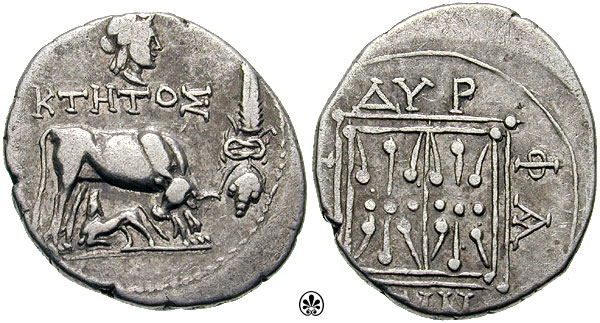
عملات الملك مونونيوس - 280 قبل الميلاد.

بدأ سك العملات الإيليرية في القرن 6 قبل الميلاد، واستمر حتى القرن الأول للحكم الروماني. الإيليريون الجنوبيون أول من سكوا العملات، تبعهم الإيليريون الشماليون خلال العصر الروماني. كما عُثر على عملات إيليريونية في مناطق أخرى غير إيليريا، مثل مقدونيا القديمة، إيطاليا، اليونان، آسيا الصغرى، ومصر.

## العملات القديمة
من المحتمل أقدم العملات الإيليرية سُكت من قِبل شعب تينتينوي شمال بحيرة أوهريد، حيث سكوا العملات حوالي عام 540 قبل الميلاد، مع الأسطورة اليونانية "تينتيني". وصلت عملاتهم الفضية إلى إيطاليا، مصر، وأجزاء عديدة من آسيا. كانت تنتمي إلى مجموعة العملات "الثراكو-مقدونية" في تلك الفترة، حملت نفس شعارات عملات إخناي على رأس الخليج الثيرماي. توقف الإنتاج في أوائل القرن الخامس قبل الميلاد، على الأرجح عام 475 قبل الميلاد. كانت هذه الفترة واحدة من فترات الفقر النسبي، فُقدت خلالها الاتصالات مع البر الرئيسي لليونان وتراجعت العلاقات مع أيونيا عبر وادي الدانوب.
سُك الميسابيان في جنوب إيطاليا عملات معدنية في أوائل القرن الخامس قبل الميلاد. تُقلد هذه العملات للعملات اليونانية من ماجنا جريسيا. المدن التي سكت هذه العملات المبكرة هي فاليسيو، برينديزي، ناردو، أوريا، أوجينتو، جراكس، سامادي. سَكت فاليسيو عملات فضية، وناردو عملات فضية وبرونزية، بينما صدرت عملات برونزية فقط منذ القرن 3 قبل الميلاد. تحمل العملات المعدنية صورة إيابيكس، وهو بطل إيابيجي قديم. شملت السمات الأخرى أثينا، هيراكليس، وزيوس.
في الوقت نفسه الذي كان فيه الميسابيانيون، أنتجت قبيلة الديرونيين البايونية عملات معدنية أيضًا. يرجح تاريخ هذه العملات إلى عام 500 قبل الميلاد – 450 قبل الميلاد. من الصور الشائعة على العملات المعدنية المنسوبة إلى الديرونيين ثيران، وخوذات كورنثية. يعبد البايونيون والمقدونيون إلههم، دارون. اهتم ملوك البايونيون كثيرًا بسك العملات المعدنية. إلا أن هذا النشاط، من حيث الجودة والمظهر، لم يختلف كثيرًا عن العملات اليونانية. حتى البايونيون أنفسهم في ذلك الوقت كانوا يزدادون هيلينةً، وفقدوا إلى حد كبير سمتهم كشعب غير يوناني.
أقدم العملات الإيليرية في إيليريا سُكت من بداية القرن الرابع قبل الميلاد في مدينة داماستيون الإيليرية وداباريا من قِبل قبيلة دايستيس الإيليرية تحت بارديليس، التي تأثرت بالهيلينية إلى حد ما. لمدة 200 عام تقريبًا، سَكت هذه المدينة عملات فضية برموز تحاكي رموز المدن الهيلينية في بحر إيجة، بالإضافة إلى رموز أصلية مثل ملقط مصهر المعادن. شمل تداول عملات داماستيون كوسوفو، جنوب صربيا، مقدونيا الشمالية، وساحل البحر الأدرياتيكي من شكودر إلى سبليت. جعل وجود مناجم الفضة حول المدينة في المصادر القديمة من الممكن سك العملات المعدنية بوفرة كبيرة.

## الملوك الإيليريون

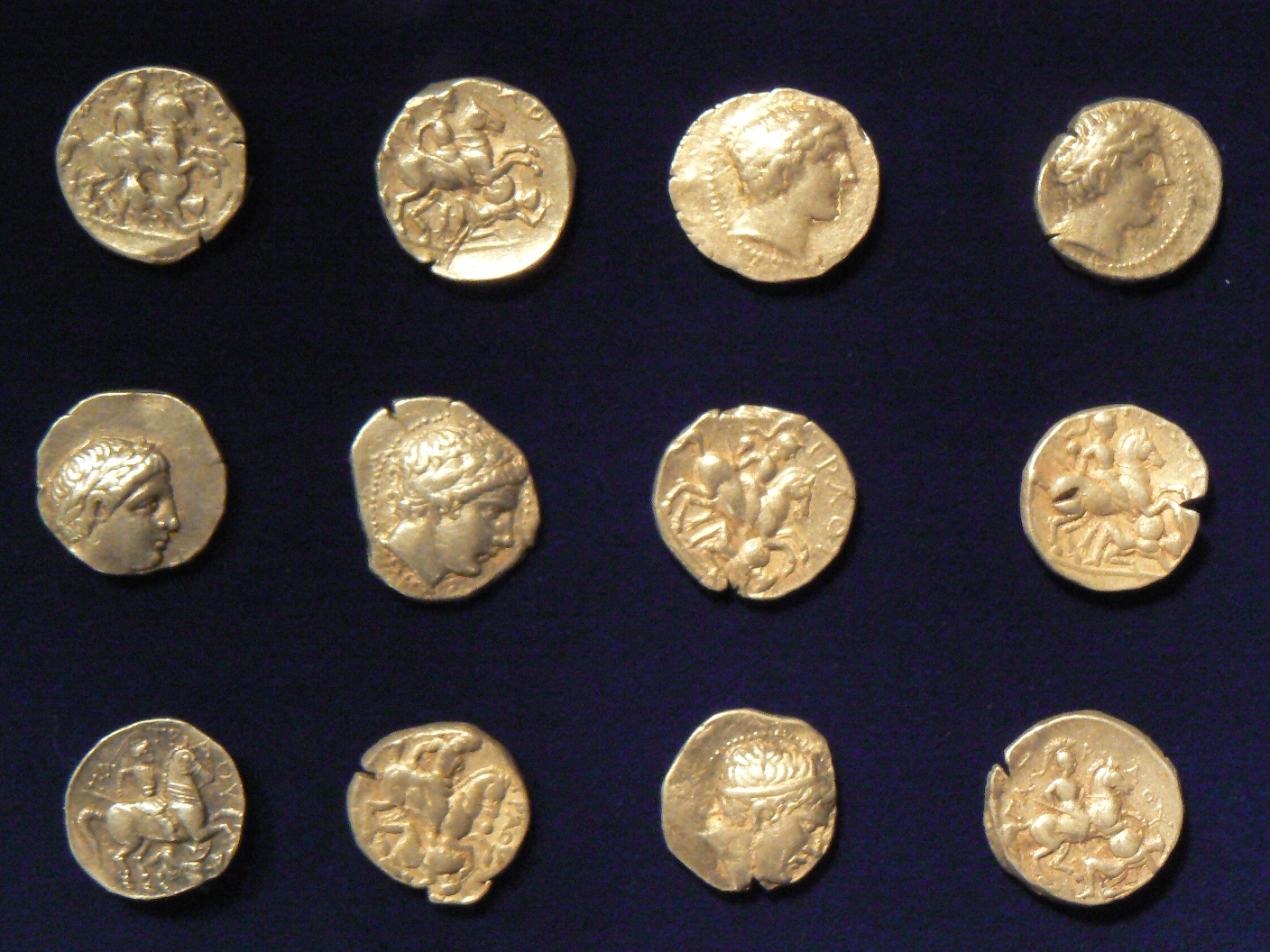
يعود تاريخ العملات الفضية الرباعية إلى عهد باتراوس.

الملوك الوحيدون الذين سكوا عملات معدنية تحمل أسماءهم هم ليسيوس، باتروس، أودوليون، مونونيوس، ميتيلوس، جينتيوس، وبالايوس.

### باتراوس
عملة باتراوس مميزة. تحمل وجهها رأس أبولو، الذي قد يكون إشارة إلى اسم الملك، يُعرف أبولو باسم باتراوس. يَظهر على ظهرها فارس يمتطي جواده فوق عدو، في إشارة إلى الانتصارات على المقدونيين، ونقشًا يذكر اسم الملك.

### أودوليون
تحتوي عملات أودوليون على رأس يرتدي خوذة كورنثية على الوجه الأمامي وعلى ظهر حصان يخطو، نُفذ بجرأة كبيرة مع نقش يَذكر اسم الملك.

### مونونيوس

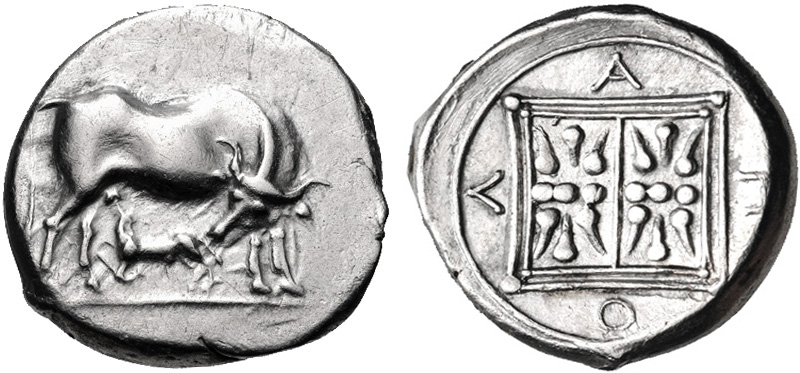
عملة أبولونيا. بقرة وعجل رضيع. الوجه الآخر: نمط نجمي مزدوج داخل إطار خطي مزدوج، ونقش A Π O Λ حوله.

كان أول ملك دارداني يسك العملات الفضية هو مونونيوس في بداية القرن 3 قبل الميلاد، حوالي عام 280 قبل الميلاد. سَك عملاته المعدنية في مستعمرة دوريس اليونانية، لم تختلف إلا في وضع فك خنزير بري فوق البقرة، رمزًا للعائلة الإيليرية الملكية. حملت العملات المعدنية النقش المختصر "ΔYP" (بالنسبة لدوريس) للتبرع بالمكان الذي سُكت فيه، بالإضافة إلى إظهار السيادة الملكية على المدينة. عُثر على هذه العملات المعدنية بأعداد كبيرة في مدينة غوريزيزا الإيليرية، وفي المناطق الداخلية من ألبانيا بعد أبولونيا. امتدت مملكة الإيليرية في عهد مونونيوس حتى بحيرات لينسيستيان، ومن هنا كان بإمكان مونونيوس التدخل في النزاع حول العرش المقدوني، ليتحول في النهاية إلى مطالب به. بالتأكيد هو معنى سك سلسلة ثانية من العملات الفضية التي تحمل اسمه والرموز المقدونية التقليدية، رأس هرقل على الوجه وعلى ظهره زيوس الأولمبي جالسًا على عرشه. حقيقة هذا كان مجرد حلم قصير الأمد للملك الإيليري تتجلى في حقيقة أن عددًا قليلًا جدًا من العملات المعدنية سُكت، لدرجة أن عينة واحدة فقط هي التي حفاظ عليها اليوم.

### ميتيلوس
ضرب ميتيلوس، خليفة الملك مونونيوس، عملاته المعدنية بعد 10 سنوات حوالي عام 270 قبل الميلاد. حملت عملاته البرونزية رموز مدينة دوريس في ألبانيا، اسمه. أما عملات أبولونيا في الفترة نفسها، فلم تحمل سوى حرفه الأول، بالإضافة إلى رموز مشابهة لرموز رابطة إيتوليان.

### جينتيوس

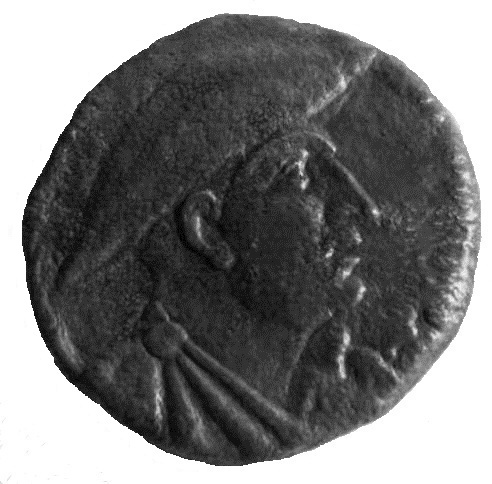
الملك جينتيوس على عملة برونزية.

العملة الأكثر إنتاجية هي عملة جينتيوس التي حكمت من عام 181 قبل الميلاد. كان اثنان من دور سَك عملاته يقعان في شكودرا، العاصمة الإيليرية القديمة في عهده، وفي ليزا، يقع كلاهما في شمال شرق ألبانيا حاليًا. كما سُكت عملاته في دوريس، حيث لا يحمل أي عملة فضية اللقب الملكي، قد يكون اسم جينتيوس، وهو اسم شائع بين الذكور الإيليريين، لا يخص الملك، بل قاضيًا محليًا. ومع ذلك، سجل ما يقرب من 30 إلى 40 نموذجًا من العملات البرونزية تحمل نقش "الملك جينثيوس". بعد هزيمته على يد الرومان عام 168 قبل الميلاد نقلت خزانته المكونة من 120 ألف قطعة فضية إلى روما.

### بالايوس

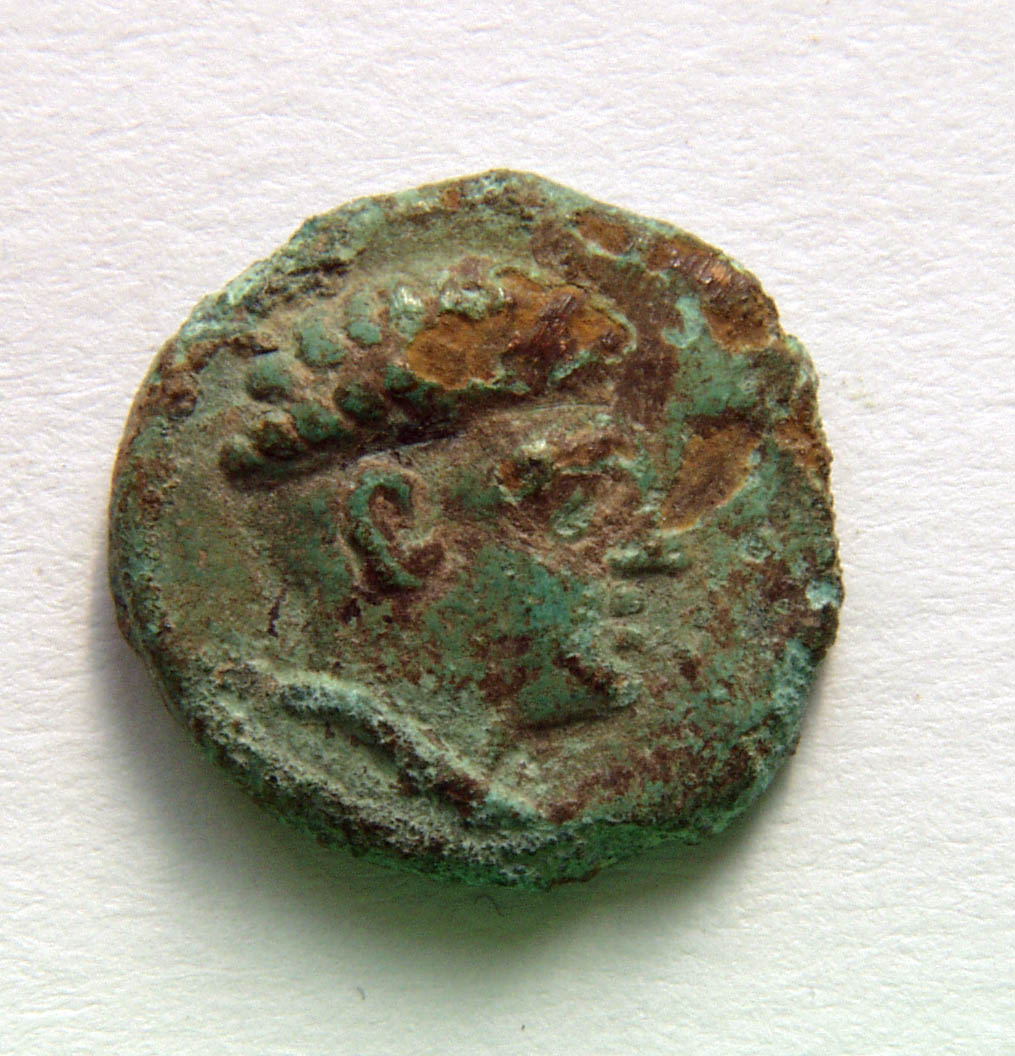
الملك باليوس على عملة برونزية.

حكم باليوس بعد حَل مملكة جينتيوس في الإمبراطورية الرومانية من حوالي عام 167 قبل الميلاد – 135 قبل الميلاد. تُشير وفرة عملات باليوس في المنطقة إلى أنه كان ملكًا قويًا ومؤثرًا على الرغم من عدم وجود دليل أدبي أو تاريخي عليه. عملات الملك الشهير جينتيوس نادرة بالمقارنة بعملات باليوس. إصداراته الفضية نادرة، لكن توجد عملات برونزية (بدون اللقب الملكي) في هفار بكرواتيا، سواء في الاكتشافات الفردية أو في الكنوز، وفي ريزون، العاصمة القديمة للملكة توتا، في سلسلة مختلفة تحمل اللقب الملكي. قُلدت عملات باليوس على نطاق واسع في المنطقة، وأحيانًا بشكل تقريبي لدرجة أنها غير مفهومة. ضرب باليوس عملات معدنية في مدينتين: فاروس وريزون. يتراوح وزن العملات البرونزية بين 1.0 و4.5 غرام، ومعظم العينات الموثقة تزن ما بين 2.0 و2.5غ. يُشير العدد الكبير من نسخ عملات باليوس المُقلدة إلى التأثير الكبير نسبيًا لعملاته. وجدت عملاته في كل من ساحلي البحر الأدرياتيكي الشرقي، وكثيرًا ما وجدت في إيطاليا، مما يؤكد العلاقات التجارية بين ساحلي البحر الأدرياتيكي.
رُسم على وجه عملاته تمثال نصفي للملك متجهًا من اليسار إلى اليمين، بينما رُسم على ظهرها تمثال أرتميس (متقدمة أو واقفة)، حاملةً شُعلة أو بدونها، تحمل أحيانًا رمحًا أو اثنين. ومن الجدير بالذكر أن باليوس كان يَسك عملات فضية أيضًا، مما يدل على ثروته وسلطته، إذ نادرًا ما تُوثق العملات الفضية في أماكن أخرى من دالماتيا من دور السك اليونانية والإيليرية.

## عملات المدينة
بدأت عملات ليسوس القديمة، وليزها الحديثة، التي تحمل النقش "ليسيتان" بإصدارات مستقلة تحت التأثيرات المقدونية (211 قبل الميلاد– 197 قبل الميلاد). تبعت هذه العملات لاحقًا إصدارات جينتيوس التي تحمل صورة سفينة على ظهرها، بالإضافة إلى سلسلة ثالثة من الفترة التي تلت خلع الملك. سَك ليسوس عملات معدنية نيابة عن مجتمع ليسيان، وسَك عملة نادرة عليها نقش فوق رأس إله إيليري يرتدي قبعة من نوع كوزيا. يُعتقد في الأصل أن الوجه المرسوم على عملات ليسيان هو للملك جينتيوس، على الرغم من أن عالم الآثار الألباني حسن سيكا أثبت أنه رأس إله البحر الإيليري، رودون. صُوِر رأس أرتميس ودرع إيليري على بعض عملات ليسيان. تنقسم عملات شكودرا إلى ثلاث مجموعات متشابهة، الأولى والثالثة تحملان نقش "سكودري-نون"، تحمل الثانية نقش الملك جينتيوس. في مدينة ريزون، أُنشئت دار سك أصدرت عدة عملات. شملت هذه العملات عملات مستقلة للمدينة، من البرونز، والعملات الملكية للملك بالايوس، من الفضة والبرونز، على الأرجح، العملة المسماة "عملات خليج ريزونيان"، التي اعتُبرت عملات تحالف لعبت ريزون دورًا فيه، من الفضة والبرونز.

عملة داورسون مع سفينة حربية على الوجه الآخر.

لا يزال التسلسل الزمني لهذه العملات غير مُحدد بدقة، يعود ذلك أساسًا إلى قلة المعلومات حول الخلفية التاريخية لإصدارها. لا يُذكر تقريبًا في المصادر الأدبية مدينة ريزون، ولا حتى الملك باليوس. ومع ذلك، فإن العديد من سمات هذه العملات- مثل خصائص الأسلوب، عناصر النقش، والأيقونات (خاصة وجود لقب "باسيليوس" على عملات باليوس، ووجود درع مقدوني على "عملات خليج ريزونيا")، علم القياس، واختيار المعادن المسكوكة، إلخ- تُشير إلى القرنين الثالث والثاني قبل الميلاد كإطار زمني عام لنشاط دار سك العملة الريزونية وللإصدارات المتتالية لعملات جهات الإصدار المختلفة هناك. حول بحيرة سكوتاري، أصدر اللابيتيون نوعًا نادرًا من العملات البرونزية، يحمل رأس إله إيليري وسفينة حربية ليبرونية يسبح تحتها دولفين. بين عامي 217 و84 قبل الميلاد، سَكت مدينة أوريا في إيطاليا عملات معدنية تحمل صورة لاباغوس، البطل الإيبيجي القديم. في داورسون، عاصمة الداورسيين في البوسنة الحديثة، عُثر على 39 عملة معدنية مختلفة (29 منها تحمل صورة الملك باليوس من عام 168 قبل الميلاد، و9 مع نقش يوناني وصورة قارب) اكتشفت. كانت الأموال ذات أهمية كبيرة للداورسي، حيث ضمنت استقلال القبيلة مع تأكيد روابطهم التجارية، الثقافية، والثقافية المتطورة مع الشعوب الأخرى. تظهر العملات الإيليرية أيضًا في مدن قديمة أخرى وخاصة تلك الموجودة في جنوب إيليريا، مثل المدن الإيليرية/اليونانية بيليس، أمانتيا، بيليون، وأوليمب. سك كوينون البيليونيس المتمركز في مدينة بيليس عملاتها البرونزية الخاصة. ظهرت العملات الأولى حوالي عام 270 قبل الميلاد واستمرت حتى عام 167 قبل الميلاد عندما حل الرومان الشركة.

## روابط خارجية
- عملات إيليرية
- عملات الدمار
- عملات بايونيان
- عملات بايونيان/ديرونيس